# Hexatoma (Eriocera) scutellata
Hexatoma (Eriocera) scutellata is een tweevleugelige uit de familie steltmuggen (Limoniidae). De soort komt voor in het Oriëntaals gebied.